# Umeå Open

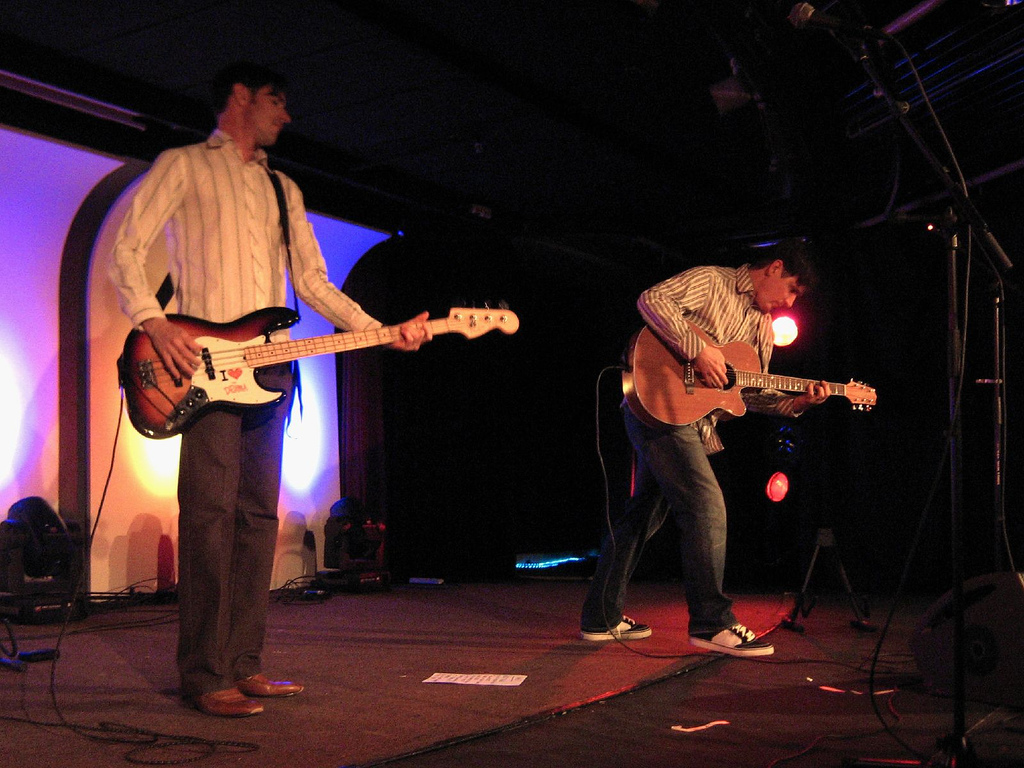
The Mountain Goats på Umeå Open, 2007.

Umeå Open var en årlig musikfestival i Umeå som vanligtvis ägde rum sista veckan i mars. Festivalen hölls första gången 1998 efter att Sveriges Radio P3 1997 utnämnt Umeå till årets Popstad och arrangörerna av Popstadsfesten fått blodad tand. Umeå Open marknadsförde sig tidigare som "Sveriges största inomhusfestival".
Debutåret 1998 hölls festivalen i Universums lokaler på universitetsområdet men den har sedan dess arrangerats i Umeå Folkets hus i centrala Umeå, där man har tillgång till 3–5 scener. Där växte festivalen till att bli landets största rockmusikfestival inomhus (2007) med cirka 5 000 besökare varje år. 
Umeå Open drevs av Kulturföreningen Humlan med stöd av bland annat Statens kulturråd och Umeå kulturförvaltning.
I augusti 2018 meddelade kulturföreningen Humlan att den haft problem med ekonomin sedan efter Kulturhuvudstadsårets 2014, vilket medfört att festivalen lagts ned. Föreningen fortsätter dock att jobba med andra kulturarrangemang.

## Internationella band som har spelat på Umeå Open
Ett urval av internationella band och artister som har spelat Umeå Open:

- Glasvegas
- Peter Doherty
- The Magnetic Fields
- Yelle
- Charlie XCX
- Alphaville
- Le Tigre
- Kavinsky
- Interpol
- M O N E Y
- Turbonegro
- The Afghan Whigs
- Atmosphere
- The Bell Orchestre
- Chicks on Speed
- Ed Harcourt
- Euroboys
- Handsomeboy Technique
- Jeans Team
- The Jesus Lizard
- The Make-Up
- Mark Eitzel
- Mates Of State
- Mayhem
- Mental Kombat
- Motorpsycho
- P.K. 14
- Poison The Well
- The Pipettes
- Stereo Total
- Teenage Fanclub
- Bendik

## Svenska band som har spelat på Umeå Open
Ett urval av Svenska band och artister som har spelat Umeå Open:

- Refused
- First Aid Kit
- Cult of Luna
- Robyn
- Systraskap
- Hellacopters
- Meshuggah
- José González
- Timbuktu
- Håkan Hellström
- Mando Diao
- Thåström
- Anna Ternheim
- bob hund
- Markus Krunegård
- Deportees
- Mikael Wiehe
- The Bear Quartet
- Den Svenska Björnstammen
- Maskinen
- Slagsmålsklubben
- Daniel Adams-Ray
- The Soundtrack of Our Lives
- The Ark
- Sahara Hotnights
- Salem Al Fakir
- Asta Kask
- Jens Lekman
- Doktor Kosmos
- Entombed
- Final Exit
- Frida Hyvönen
- Ida Redig
- Lilla Namo
- Det Stora Monstret
- Grand Tone Music
- The Haunted
- Heed
- Honey Is Cool
- Isolation Years
- Komeda
- Nicolai Dunger
- Nocturnal Rites
- The (International) Noise Conspiracy
- Randy
- Silverbullit
- Väärt
- Caotico
- eberhard kcch
- Üni Foreman
- Gonza-Ra
- Matriarkatet
- Everyday Mistakes
- Starmarket
- Tiger Bell
- Tingsek
- The Vectors
- The Wannadies
- Weeping Willows
- Abhinanda
- Pets
- Totalt Jävla Mörker
- Raised Fist
- Mono[förtydliga]
- Khoma
- Joel Alme
- Fibes, Oh Fibes
- Weeping Willows
- Komeda
- Broder Daniel
- Jesus Lizard
- The Vectors
- The Latin Kings
- In Flames
- Mayhem
- Marit Bergman
- Moneybrother
- Final Exit
- Henry Fiats Open Sore
- Melody Club
- Separation
- Mattias Alkberg BD
- Asta Kask
- Laleh
- Adam Tensta
- Lykke Li
- Kleerup
- Afasi & Filthy
- Those Dancing Days
- Neverstore
- Teenage Fanclub
- Company Flow